# Trude Dothan

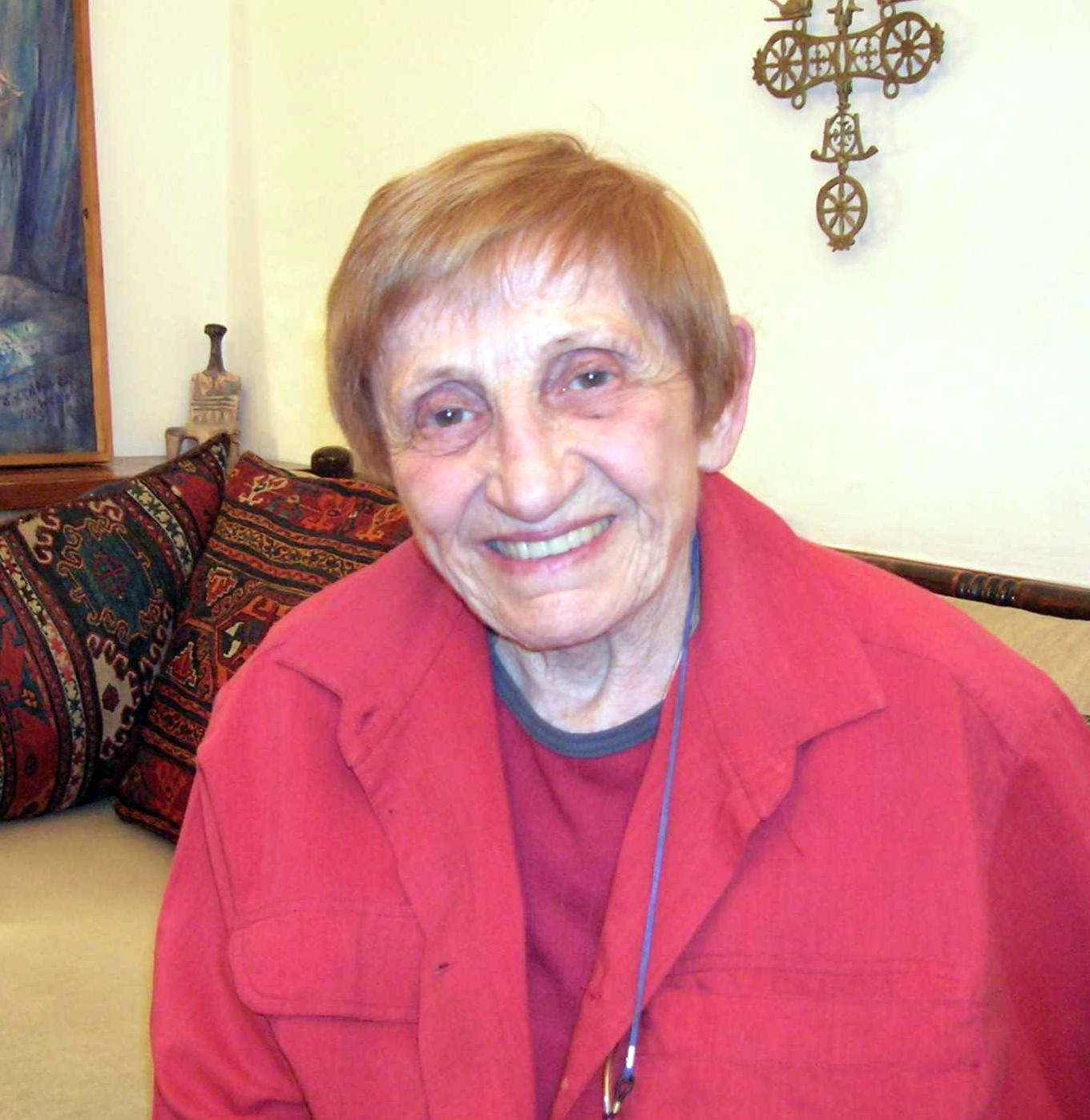
Trude Dothan (2007)

Trude Dothan, geborene Krakauer, (hebräisch טרודה דותן; * 12. Oktober 1922 in Wien; † 28. Januar 2016 in Jerusalem) war eine österreichstämmige israelische Biblische Archäologin.

## Leben
Trude Dothan wurde 1922 in Wien als Tochter des bekannten Architekten Leopold Krakauer und der abstrakten Malerin Grete Krakauer geboren und wanderte 1924 während der Vierten Alija mit ihrer Familie ins damalige Britische Mandatsgebiet Palästina ein. Mitte der 1940er Jahre begann sie mit dem Studium an der Hebräischen Universität Jerusalem. 1945 nahm sie in Beth Yerah (Khirbet Kerak) erstmals an einer Ausgrabung teil. Ihre Magisterarbeit im Jahr 1950 hatte die Keramik aus Khirbet Kerak zum Thema. Während des Unabhängigkeitskrieges (1947–1949) waren ihre Studien zunächst durch ihren Militärdienst unterbrochen. Während ihrer Militärzeit kam sie auch erstmals mit der Kultur der Philister in Kontakt. Diese und die interkulturellen Beziehungen zwischen den mediterranen Völkern wurden der Inhalt ihrer lebenslangen Studien. 1951 heiratete sie ihren Kollegen Mosche Dothan, zwei Söhne, der Musiker Danny Dothan und der Computerkünstler Uri Dothan kamen in den 1950er Jahren zur Welt. Während eines Auslandsaufenthaltes (1951/52) an der University of Chicago wurde Trude Dothan von den Arbeiten der dort lehrenden Helene Kantor stark beeinflusst. 1953 war sie am Institute of Archaeology der University of London, wo sie mit Kathleen Kenyon und Olga Tufnell in Kontakt kam.
Dothan promovierte 1961. Seit 1962 gehörte sie zum Lehrkörper der Universität in Jerusalem. Mit Jigael Jadin grub sie in Hazor, mit Benjamin Mazar in En Gedi und mit Amnon Ben-Tor in Athienou auf Zypern. Weitere Ausgrabungen waren in Dair al-Balah sowie zusammen mit Seymour Gitin als Leiterin in Tel Miqne (Ekron). Von 1977 bis 1982 leitete sie das Department of Archaeology. Als Gastprofessorin lehrte sie an der Princeton University, Brown University, der University of California und dem Institute of Fine Arts der New York University. Sie war Mitglied des Israel Museum’s Board of Directors und korrespondierendes Mitglied des Deutschen Archäologischen Instituts. Dothan wurde 1991 mit dem Israel Museum's Percia Schimmel Award, 1998 mit dem Israel-Preis in der Kategorie Archäologie sowie mit dem Hadassah Woman of Distinction Award ausgezeichnet.

## Schriften (Auswahl)
- mit Benjamin Mazar und I. Dunayevsky: En-Gedi: The First and Second Seasons of Excavations, 1961–1962. Department of Antiquities and Museums, The Ministry of Education and Culture, Jerusalem 1966
- mit Mosche Dothan: Die Philister. Zivilisation und Kultur eines Seevolkes. Diederichs, München 1995, ISBN 3-424-01233-5.